# 查询 (SQL)
SELECT是SQL資料操縱語言（DML）中用於查詢表格内欄位資料的指令，可搭配條件限制的子句(如where)或排列順序的子句（如order）來获取查詢結果。
SELECT的基本語句格式。
SELECT [ALL | DISTINCT] 欄位名 [,欄位名...]
 FROM 資料表名 [,資料表名...]
 [WHERE 篩選條件式]
 [GROUP BY 欄位名[,欄位名...]]
 [ORDER BY 欄位名[,欄位名...]]

## 简单範例
假設下方範例表格名稱為「T」；表格中有存有二列資料並以C1、C2 兩欄區分資料內容。
| C1        | C2  |
| --------- | --- |
| wiki      | 10  |
| wikipedia | 100 |

### 欄位查詢
以「*」代表回傳全部的欄位內容   
| 查詢語句         | 回傳結果                                |
| ---------------- | --------------------------------------- |
| SELECT * FROM T; | \| wiki \| 10 \| \| wikipedia \| 100 \| |
| wiki             | 10                                      |
| wikipedia        | 100                                     |

或指定只查詢C1欄位資料
| 查詢語句          | 回傳結果                   |
| ----------------- | -------------------------- |
| SELECT C1 FROM T; | \| wiki \| \| wikipedia \| |
| wiki              |                            |
| wikipedia         |                            |

### 條件限制
以「where」來限制回傳C1欄位中完全符合條件的資料
| 查詢語句                           | 回傳結果         |
| ---------------------------------- | ---------------- |
| SELECT * FROM T WHERE C1 = 'wiki'; | \| wiki \| 10 \| |
| wiki                               | 10               |

以「where」搭配「like」來回傳C1欄位中相似符合條件的資料
| 查詢語句                               | 回傳結果                                |
| -------------------------------------- | --------------------------------------- |
| SELECT * FROM T WHERE C1 like 'wiki%'; | \| wiki \| 10 \| \| wikipedia \| 100 \| |
| wiki                                   | 10                                      |
| wikipedia                              | 100                                     |

利用運算比較式來回傳C2欄位中符合數值大小的資料
| 查詢語句                       | 回傳結果               |
| ------------------------------ | ---------------------- |
| SELECT * FROM T WHERE C2 > 50; | \| wikipedia \| 100 \| |
| wikipedia                      | 100                    |

## 语义
SELECT语句内部各组成部分的理论计算顺序，依次为：
1. FROM的表连接；
  1. 笛卡尔积
  2. ON连接条件筛选（完成了内部连接）
  3. 添加外部连接的行
2. WHERE子句篩選出满足條件的行集；
3. GROUP BY子句对行集中的行做分组合并，使得多个行对应于结果集中的一行；
4. 应用HAVING子句从中间结果筛选出满足条件的行的集合；
5. SELECT的结果列中的表达式，然后是DISTINCT关键字处理（如果有的话）。因此，在SELECT中给结果集中的列指定别名，是无法被WHERE子句或者GROUP BY子句或者HAVING可见并使用的。
6. 应用ORDER BY子句对结果集中的行排序。
7. 如果存在TOP或OFFSET/FETCH，对结果行的挑选。

如果使用了GROUP BY子句做分组合并，之后要引用的列必须是或者出现在GROUP BY子句中，或者被包含在聚合函数（如SUM、COUNT等）中。否则编译会报错。这是因为，上述两种情形的列对于每一个分组都有确定的单一值；而上述两种情形以外的列，对于每一个分组，有可能对应于原始行集的多个行从而具有多个不同的值，那么选择哪个值作为该分组的该列的值？无从选择。聚合函数计算时忽略掉列值为NULL的行。
HAVING子句是在分组后再做筛选，所以HAVING子句中可以包含聚合函数；而WHERE子句就不能包含聚合函数，因为WHERE子句是在分组之前计算的，那时根本无从计算聚合函数。例如，对销售表依据客户名称做分组合并，然后筛选出每个客户的订单合计金额大于100万元的情形，从而得到规模以上大客户的清单。
使用ORDER BY子句，可以按照单个列排序，也可以依次按照多个列排序，也可以按照结果集中列的别名排序，还可以使用结果集之外的列排序。但是，如果已经指定了SELECT DISTINCT或者该语句包含了GROUP BY子句，或是包含了UNION运算符，则排序列必须包含在结果集的列中。这是因为，在上述情形，原数据或者中间表的多个行对应于结果集中的一行；排序列如果不出现在结果集的列中，那么就可能使结果集中的一行对应于多行从而有了多个排序列的值，这行的排序情况就不唯一导致无从确定其排序后的顺位。可以使用ASC或者DESC关键字制定升序或降序，缺省为升序。
对于排序来说，更复杂的是不同字符编码所带来的比较规则的不同。例如，ASCII字符串的字典序比较与Unicode字符串的字典序比较，就完全不同。可以使用COLLATE子句指定显式排序规则。比较运算符以及MAX、MIN、BETWEEN、LIKE、IN等运算符都涉及到排序规则。
筛选条件表达式，可以使用=（相等）、>、<、>=、<=、<>等比较运算符，NOT逻辑非、AND、OR等逻辑运算符，BETWEEN或者NOT BETWEEN表示开区间或者其补集的所有值，IN关键字列出所有可行值（特别是在子查询中），LIKE关键字用于模式匹配查询。模式包括%代表任意字符串，_代表单个任意字符，[]表示指定范围内的单个字符，[^]表示不在指定范围内的单个字符。可以用ESCAPE关键字定义转义字符，或者用[]包含按照字面使用的字符。
NULL值计算使用三值逻辑。谓词计算结果为TRUE、FALSE或者UNKNOWN。对于筛选条件表达式，SQL只接受TRUE。对于CHECK约束则是拒绝FALSE。两个NULL值是否相等，这取决于是否遵从ANSI标准。可以使用谓词IS NULL或者IS NOT NULL使得结果确定且唯一。 在GROUP BY或者ORDER BY子句，分组或排序时两个NULL视为相等。
对结果集中的列，可以使用关键字TOP选项，限制结果集中返回行数或者行数所占百分比。还可以紧随其后使用关键字WITH TIES，返回原结果集中最后一行的排序字段相等的所有行。例如，返回原始数据表中某列最大的那一行，如果使用关键字WITH TIES就会把并列最大的多行全部返回。
在SELECT之后紧随关键字DISTINCT，使得结果集中不含重复的行。关键字DISTINCT也可用于函数参数。
子查询是嵌套于SELECT、INSERT、UPDATE、DELETE等语句中的查询。按照子查询返回结果的数量，分为标量子查询和多值子查询；按照对外部查询的依赖性，分为独立子查询和相关子查询。子查询出现在SELECT语句的结果列表中，那么子查询应该是返回单一值；这种子查询往往可以用表的Join操作代替。子查询用在WHERE子句的表达式中，可以返回单一值用于比较运算符（>、<、>=等等）之后；也可以返回多值且有ANY、SOME、ALL等关键字前缀用于比较运算符之后；还可以返回多值与关键字IN、EXISTS、NOT IN、NOT EXISTS连用。子查询可以嵌套子查询。

## 資料參考
1. ↑  Itzik Ben-Gan:《Microsoft Sql Server 2012 high-performance T-sql using windows functions》

- . 歐萊禮 (O'REILLY). 2008. ISBN 978-986-6840-16-6.
- . 博碩文化. 2006. ISBN 957-527-908-5.

## 外部連結
- SELECT Syntax（Microsoft SQL Server） （页面存档备份，存于）
- SELECT Syntax（Firebird） （页面存档备份，存于）
- SELECT Syntax（MySql） （页面存档备份，存于）
- SELECT Syntax（PostgreSQL） （页面存档备份，存于）
- SELECT Syntax（SQLite） （页面存档备份，存于）